# 勝沼バイパス
勝沼バイパス（かつぬまバイパス）は、山梨県甲州市勝沼町から笛吹市に至る国道20号のバイパスである。

## 概要
甲州市、笛吹市の市街地からは離れた地域を通過する。沿線にはブドウやモモなどの直売所も多く、季節によっては混雑することもあるが概ね流れはスムーズである。また、下り線（甲府方面）はほぼ全線に渡り緩やかな下り坂となっており、気づかないうちに速度超過となっている車も多い。

## 路線
主な交差点・立体交差
| 施設名                   | 接続路線名                      | 距離 (km) | 備考                                 | 所在地 |
| ------------------------ | ------------------------------- | --------- | ------------------------------------ | ------ |
| 国道20号                 |                                 |           |                                      |        |
| 柏尾交差点               |                                 | 0.0       | 旧勝沼町方面                         | 甲州市 |
| 勝沼大橋（日川）         |                                 |           |                                      |        |
| 勝沼インターチェンジ     | 中央自動車道                    |           |                                      | 甲州市 |
| 坪井立体                 | 国道137号                       |           | 中央自動車道一宮御坂インターチェンジ | 笛吹市 |
| 長塚立体                 |                                 |           | 旧御坂町方面・山梨県立博物館         | 笛吹市 |
| 石和橋（笛吹川）         |                                 |           |                                      |        |
| 石和橋西詰交差点         | 国道411号（甲州街道・県道経由） | 10.1      |                                      | 笛吹市 |
| 国道20号（甲府バイパス） |                                 |           |                                      |        |

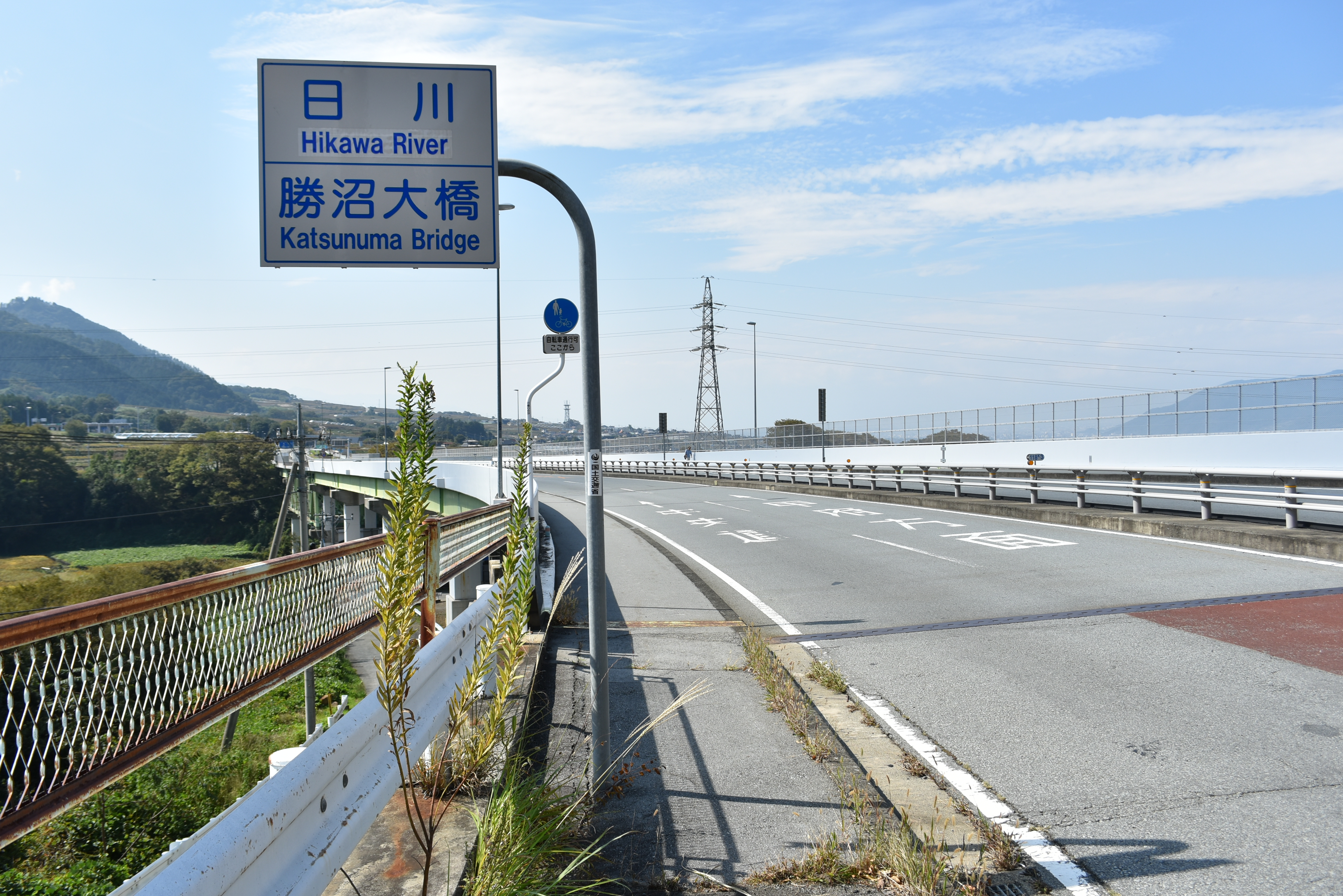
柏尾交差点から勝沼大橋を見る（2018年10月10日撮影）
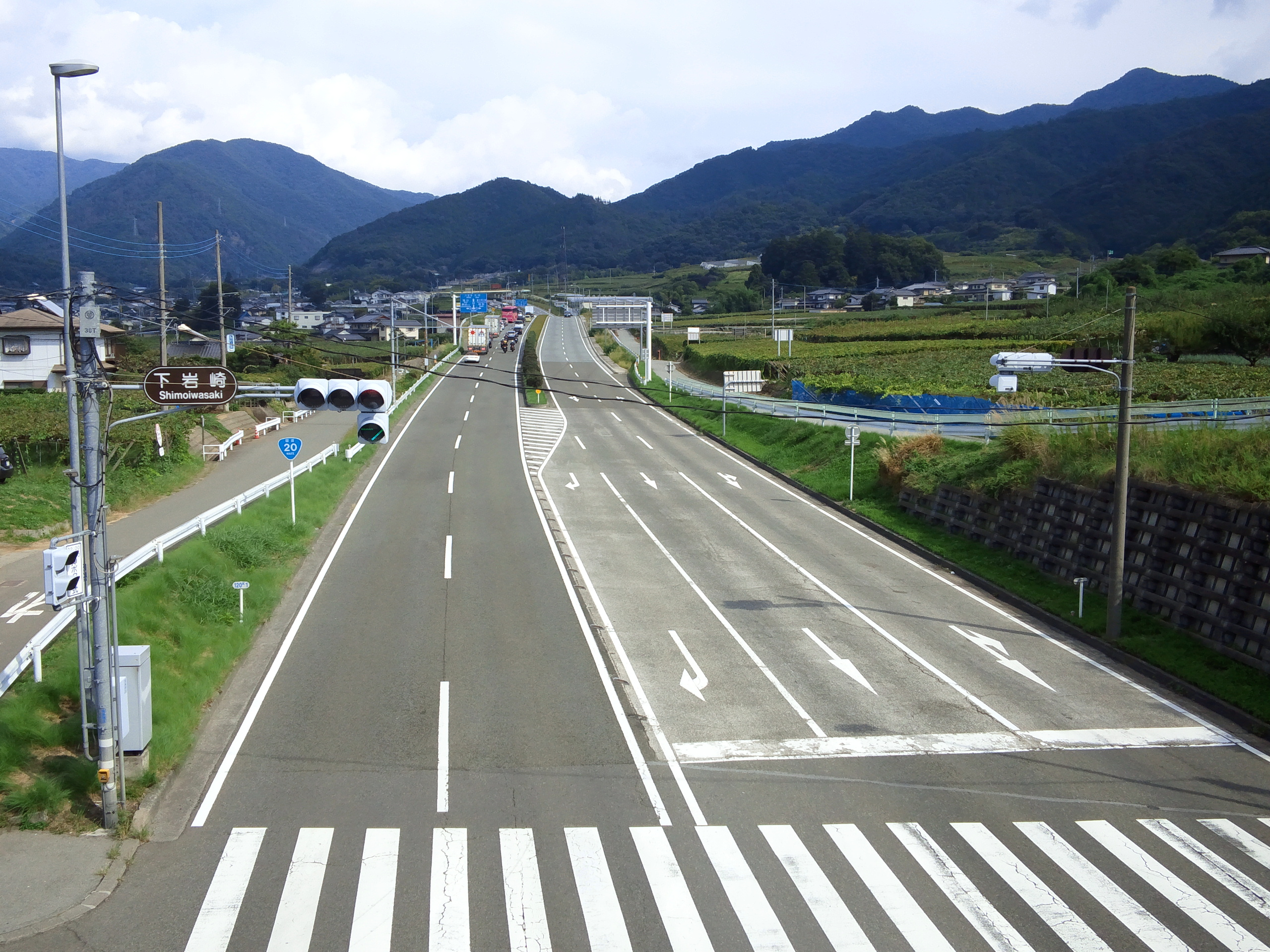
山梨県甲州市下岩崎交差点付近

## 重複区間
なし